# Бутковська Світлана Іванівна
Бутковська Соломія Іванівна (24 вересня 1959, м. Почаїв Кременецького району Тернопільської області) — українська художниця ужиткового мистецтва. Членкиня НСХУ (1999). Міжнародна відзнака міста Бітола (Північна Македонія, 2001).

## Біографія
Закінчила Львівське училище прикладного і декоративного мистецтва (1978, відділення художнього ткацтва).
1978-1993 — художник Тернопільського обласного комбінату Художнього фонду СХУ; від 1993 — викладач Тернопільської художньої школи.
Мешкає та творить у м. Тернополі.

## Творчість
Працює в галузі гобелену. Матеріали — вовна, льон, шнур, сизаль; техніка — ручне ткацтво.

## Виставки
Учасниця всеукраїнських та міжнародних виставок у Києві, Львові, Ужгороді, Херсоні, Торонто (1998—2003).
Твори зберігаються у ТОКМ, приватних колекціях у різних країнах.